# Jan Niklas Berg
Jan Niklas Berg (* 14. April 1988 in Düsseldorf) ist ein deutscher Filmschauspieler.

## Leben
Nach einem Gastauftritt bei SOKO Köln  im Jahr 2006 wurde das Produktionsteam von Alles was zählt auf Berg aufmerksam. Vom 5. September 2006 bis zum 12. Juli 2007 war er als Ben Roschinski in der RTL-Soap zu sehen. Nach einer Pause war er vom 27. März 2008 bis zum 25. April 2008 wieder bei Alles was zählt zu sehen. Seine Rolle wird seit dem 10. November 2009 von Jörg Rohde verkörpert. Außerdem hatte Berg unter anderem eine Rolle in Neger, Neger, Schornsteinfeger!. Von 2011 bis 2017 war er in der ARD-Serie Alles Klara zu sehen.

## Filmografie (Auswahl)

### Fernsehen
- 2002–2004: Die Anrheiner, Regie: Klaus Wirbitzky, Daniel Anderson, WDR, durchgehende Nebenrolle
- 2004: Polizeiruf 110 – Die Mutter von Monte Carlo, Regie: Titus Selge, ARD/HR
- 2004: Goldjungs, Regie: Georg Bussek, ZDF, Hauptrolle
- 2004: Alphateam – Die Lebensretter im OP, Regie: John Delbridge, Sat.1
- 2005: Tatort: Das letzte Rennen, Regie: Edward Berger, ARD/HR
- 2005: Neger, Neger, Schornsteinfeger!, Regie: Jörg Grünler, ZDF
- 2005: Vollgas, Regie: Lars Montag, Pro7
- 2006: SOKO Köln, Regie: Patrick Winczewski, ZDF
- 2006–2007: Alles was zählt, Regie: Klaus Witting, RTL, Hauptrolle
- 2007: Rosamunde Pilcher: Sieg der Liebe, Regie: Dieter Kehler, ZDF, Hauptrolle
- 2007: Alles was zählt, Regie: Klaus Witting, RTL, Hauptrolle
- 2008: Der letzte Bulle, Regie: Sebastian Vigg, Sat.1, Episodenhauptrolle
- 2008: Mensch Markus, Regie: Matthias Kitter, Sat.1, Hauptcast
- 2008: Station 13 (AT), Regie: Matthias Kitter, Serienpilot: Schwerlustig TV
- 2008: Alles was zählt, Regie: Klaus Witting, RTL, Episodenhauptrolle
- 2009: Takiye – In Gottes Namen, Regie: Ben Verbong, ARD/WDR
- 2009: Broken Comedy, Regie: John Sullivan, Pro7/Internet
- 2009: Zeit der Entscheidung, Regie: Matthes Reischel, Studio Hamburg
- 2010: Der letzte Bulle (Fernsehserie) – Folge: Im Schatten von Feng-Shui
- 2010: SOKO Leipzig, Regie: Klaus Knoesel, ZDF, Episodenhauptrolle
- 2010: Marie Brand und die Dame im Spiel, Regie: Christoph Schnee, ZDF
- 2011: Heiter bis tödlich: Alles Klara, Regie: Jakob Schäuffelen / Andi Niessner, ARD, Hauptrolle
- 2013: Danni Lowinski (Fernsehserie) – Folge: Haussklavin
- 2013: Unsere Mütter, unsere Väter, Regie: Philipp Kadelbach, ZDF, NR deutscher Soldat
- 2013: Helden – Wenn dein Land dich braucht, RTL, Bundeswehrsoldat
- 2014: Ohne Dich
- 2015: SOKO Köln (Fernsehserie) – Folge: Knockout
- 2016: Heldt (Fernsehserie) – Folge: Kalter Hund
- 2017: Bettys Diagnose (Fernsehserie) – Folge: Furchtlos
- 2019: Tatort – Spieglein, Spieglein
- 2020: Kreuzfahrt ins Glück – Hochzeitsreise nach Menorca
- 2020: Sekretärinnen – Überleben von 9 bis 5 (Fernsehserie) – Folge: Der Skandal
- 2020: Marie Brand und die falschen Freunde
- 2021: Merz gegen Merz (Fernsehserie) – Folge: Soraya
- 2023: SOKO Köln – Folge: Das Trüffelschwein

### Film / Kino
- 2006: Focus, Regie: Nina Mayrhofer, Kurzfilm: KHM Köln
- 2006: Animal Observation, Regie: Moritz Bühsing, Kurzfilm: BM Köln
- 2007: Wise up, Regie: Michael Adam, Kurzfilm:Ba-Wü, HR
- 2008: Akazienweg, Regie: David Onuora, Kurzfilm: Cologne 4711, HR
- 2009: Same same but different, Regie: Detlev Buck, Kino: Boje Buck Filmproduktion
- 2009: Bobby spielt das Leben, Regie: Matthias Heuser, Diplomfilm: FHDortmund, HR
- 2010: Moment auf Zeit, Regie: Cosima Degler, Filmaka Ludwigsburg, Kurzfilm HR